# Holmsvannet
Holmsvannet ou Revovannet est un petit lac de Norvège avec une superficie de 1,66 km2. Il se situe entre les municipalités de Tønsberg et de Holmestrand dans le comté de Vestfold og Telemark.

## Description
Le lac a des apports du petit lac Korssjøen à l'ouest et quelques petits ruisseaux. Par sa sortie est l'eau  se jette dans larivière Aulie. Le premier tronçon forme la frontière municipale fluviale entre Holmestrand et Tønsberg.
Du côté ouest, le terrain plonge fortement vers le lac, tandis que du côté est, il est plus plat et en partie agricole. L'eau a une teneur élevée en Nutrition végétale et une production biologique très élevée. Les stocks de poissons sont dominés par la carpe et le brochet. Par contre une orchidée rare, l'Épipactis des marais, a totalement disparu.